# WMフォーメーション

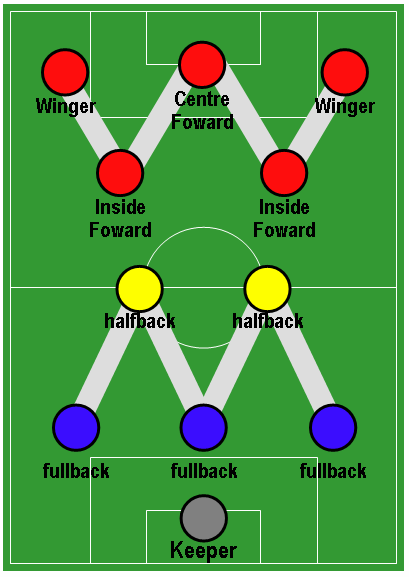
WMフォーメーション

WMフォーメーションは、サッカーのフォーメーションの1つである。

## 解説
1925年にオフサイドは守備側の後方から3人目ではなく、2人目という現在のルールに変更された。これはツーバック・システムの成熟に伴い、守備側有利となり、得点が減ったからである。ルール変更によりサッカーは一気に攻撃側有利となり、得点が増えた。それに対応する守備として生み出されたのがWMフォーメーションである。1930年代にイングランドのクラブチームのアーセナルでハーバート・チャップマンによって生み出された。
それは、センターハーフをフルバックに下げて3バックにするものであった。現代式に言えば3-2-2-3のフォーメーションでフィールドプレーヤーがWMの形に並ぶことから、WMフォーメーションと呼ばれている。最大の特徴は敵と向かい合ったときにWとMが重なり合い、完全なマンツーマン・マークとなることと、Wが攻撃を、Mが守備を担うという完全分業制であった。
各ポジションの呼称はフルバックの場合、左からレフト・サイドバック、センターバック、ライト・サイドバックである。ただし、センターバックはその誕生の背景上、そのままセンターハーフの名が使われることもあった。2人に減ったハーフバックは左からレフトハーフ、ライトハーフでウイングハーフの名が使われることもある。Wについてはツーバック・システム時代と同じである。
WMフォーメーションは副産物として中盤を生み出した。当時は中盤の重要性は特に気にされていなかったが、ハーフバックとインナーがつくる中盤は、後の中盤を重要視する傾向の原点となったと言えるかもしれない。しかし、当時のハーフバックとインナーの関係はWとMのつなぎ役でしかない。
このフォーメーションは一時期完成されたフォーメーションと見なされ、隆盛を極めたが1958年W杯でブラジル代表が4-2-4フォーメーションを用いてからは4-2-4や4-3-3にその座を奪われた。
また、1950年代にはハンガリーがWMフォーメーションの変形型、「ハンガリーのM型」を生み出して世界最強を極めた。これは単にハンガリーの選手が優秀であったことのほかに、WMフォーメーションに20年以上慣れ親しんだ敵がハンガリーのM型に混乱したことも要因と言える。
オフサイドのルール改正に伴いツーバック・システムからの移行期に登場したフォーメーションはWMフォーメーションのほかに主にスイスで用いられたボルト・システムがあるが、こちらは主流になることはなかった。